# Польська астрономічна олімпіада
Астрономічна олімпіада (офіційна назва Міністерства національної освіти — Олімпіада з астрономії та астрофізики) — шкільна олімпіада з астрономії, яка організовується з 1957/58 навчального року для учнів середніх шкіл. Організатором конкурсу є Сілезький планетарій.
Олімпіада фінансується Міністерством національної освіти.
Конкурс складається з трьох частин :
- шкільний етап — розв'язування двох серій завдань (у тому числі контрольного завдання) та направлення розв'язків до головного комітету олімпіади;
- районний етап — розв'язування чотирьох завдань, у тому числі одного практичного;
- центральний етап — розв'язування шести завдань (у тому числі одного спостережного) у два тури. У разі поганої погоди спостережне завдання заміняється на завдання з аналізу даних.

П'ять найкращих учасників центрального етапу номінуються представляти Польщу на Міжнародній олімпіаді з астрономії та астрофізики.
Перемога чи вихід у фінал олімпіади дають переваги при вступі в деякі польські університети.